# Henry Dauthy
Henry Dauthey est un homme politique français né le 13 novembre 1866 à Éguzon, dans le département de l'Indre, et décédé le 11 juin 1939 à Paris.

## Biographie
Fils d'un notaire, maire et conseiller général d'Éguzon, frère de Raymond Dauthy, député de l'Indre de 1924 à 1928, Henry Dauthy commence sa carrière comme avoué à Cosne-sur-Loire, avant de revenir s'installer comme avocat à La Châtre en 1901.
Dès 1902, il est candidat aux législatives, mais est battu de justesse. Élu en 1906, il siège au groupe de la Gauche radicale, et s'intéresse surtout aux questions agricoles. Battu en 1910, il devient administrateur judiciaire à Paris.
Il retrouve un mandat de sénateur de l'Indre en 1924, qu'il conserve jusqu'à son décès en 1939. Inscrit au groupe de la Gauche démocratique, il continue à s'intéresser aux questions de droit rural, mais également aux incompatibilités parlementaires et au droit de la Presse.